# 惨め
| ウィキペディアには「惨め」という見出しの百科事典記事はありません（タイトルに「惨め」を含むページの一覧/「惨め」で始まるページの一覧）。 代わりにウィクショナリーのページ「惨め」が役に立つかもしれません。 |